# ピーノ・トリネーゼ (小惑星)
ピーノ・トリネーゼ (2694 Pino Torinese) は小惑星帯に位置する小惑星。スウェーデンの天文学者クラエス＝イングヴァール・ラーゲルクヴィストがヨーロッパ南天天文台で発見した。
トリノ天文台のあるイタリア・ピエモンテ州のコムーネ、ピーノ・トリネーゼから命名された。